# Marie Schuller (Politikerin)

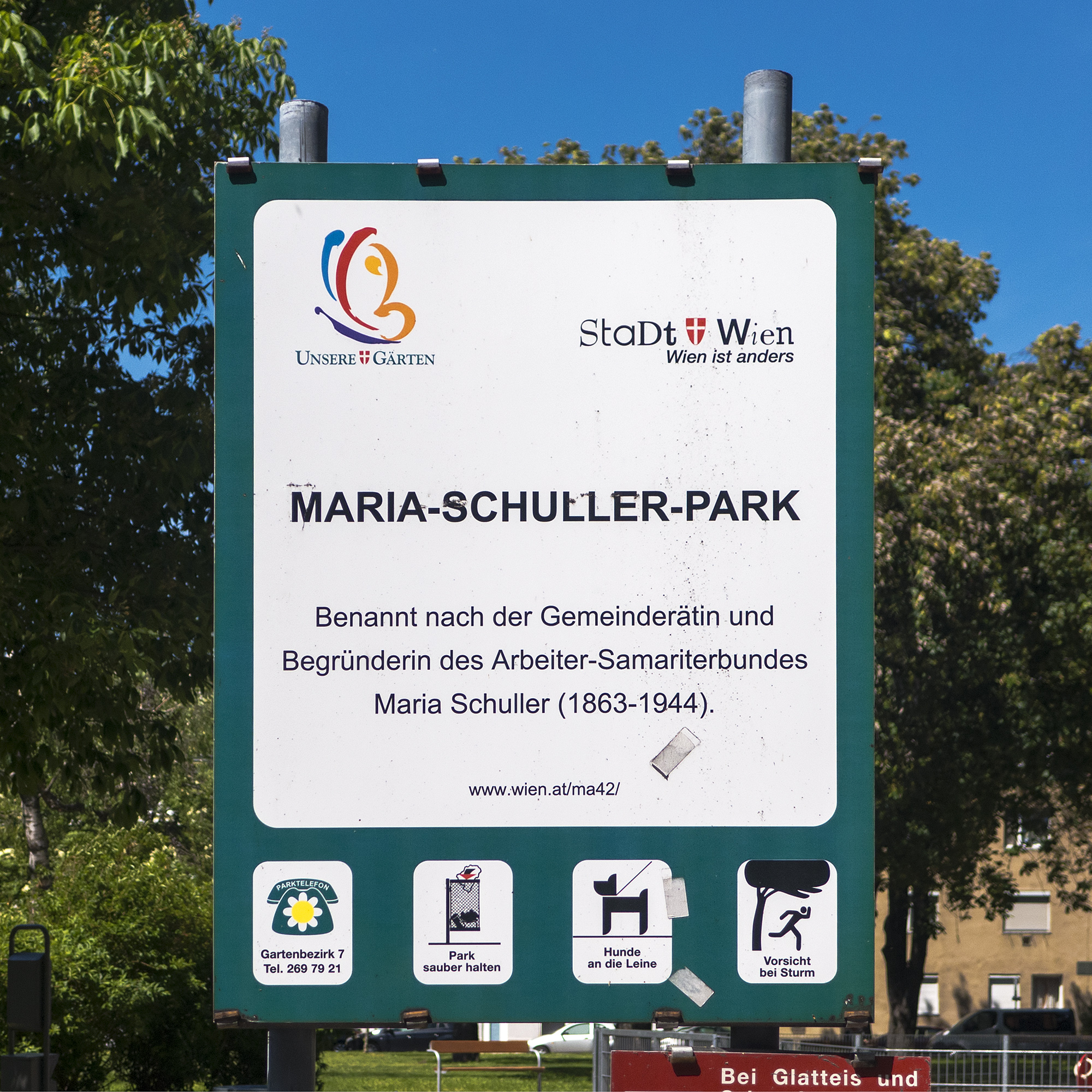
Schild am Marie-Schuller-Park in Großjedlersdorf

Marie Schuller, auch Maria Schuller (* 17. Oktober 1863 in Floridsdorf als Maria Schwingenschlögel; † 13. Dezember 1944 Wien) war eine österreichische Politikerin (SDAP).

## Leben und Karriere
Marie Schuller wurde am 17. Oktober 1863 als Maria Schwingenschlögel als Tochter eines Magazinarbeiters in der damaligen niederösterreichischen Ortschaft Floridsdorf geboren. Im Jahre 1884 heiratete sie einen Maschinenschlosser und späteren Eisenbahner und engagierte sich bereits in den 1880er Jahren in der österreichischen Arbeiterbewegung. Ab den frühen 1890er Jahren setzte sie sich in der Sozialdemokratische Arbeiterpartei für Frauenbelange ein und war eine Agitatorin für den von Adelheid Popp geleiteten Lese- und Diskutierklub Libertas. Später trat Schuller selbst als Obfrau des 1902 konstituierten gleichnamigen Floridsdorfer Frauen- und Mädchenvereins in Erscheinung. Innerhalb der Partei gehörte sie dem Frauenlandeskomitee Niederösterreich sowie dem Frauenzentralkomitee an. Ihre eigentliche Organisationstätigkeit in Floridsdorf begann jedoch bereits im Jahre 1897.
Neben der Organisation von Näh- und Häkelkursen wirkte sie unter anderem an der Seite von Käthe Königstetter in der Heimarbeiterinnen-Bewegung, führte politische Diskussionsabende und betrieb Werbung für die konsumgenossenschaftliche Bewegung. Des Weiteren war sie an der Gründung des Floridsdorfer Frauenchors beteiligt. Nach der Eingemeindung von Floridsdorf zu Wien vertrat sie ebendiesen neuen Wiener Gemeindebezirk als Delegierte bei den Parteitagen der Sozialdemokratischen Arbeiterpartei. Bis 1934 trat Schuller als erste Vorsteherin der Bezirksfrauenorganisation Floridsdorf in Erscheinung arbeitete seit dem Ersten Weltkrieg bis zum Verbot der Sozialdemokratischen Partei im Jahre 1934 bei diversen Fürsorgeeinrichtungen mit. Nachdem sie ab den 1920er Jahren als Bezirksrätin tätig gewesen war und diese Position bis 1930 innegehabt hatte, wechselte sie in diesem Jahr auf ein Mandat im Wiener Gemeinderat und Landtag. Aufgrund der Senkung der Altersgrenze für Mandatare auf 65 Jahre musste Schuller 1932 wieder aus dem Gemeinderat bzw. Landtag ausscheiden.
Schuller, die unter anderem als Mitbegründerin des Arbeiter-Samariter-Bundes in Floridsdorf gilt und unter anderem dem Aufsichtsrat der Konsumgenossenschaft Wien und Umgebung angehörte, starb am 13. Dezember 1944 im Alter von 76 Jahren in Wien. Am 21. Juni 1961 wurde durch den Gemeinderatsausschuss für Kultur ein Park im Floridsdorfer Bezirksteil Großjedlersdorf ihr zu Ehren in Marie-Schuller-Park benannt.

## Ehrungen
- Marie-Schuller-Park, benannt seit dem 21. Juni 1961 durch einen Gemeinderatsausschuss für Kultur